# Sustenus ridens
Sustenus ridens là một loài tò vò trong họ Ichneumonidae.